# Biljana Kovačević-Vučo
Biljana Kovačević-Vučo (srp.: Биљана Ковачевић-Вучо; Beograd, 21. svibnja 1951.  – Beograd, 20. travnja 2010.), srbijanska aktivistica za ljudska prava, osnivačica i predsjednica Komiteta pravnika za ljudska prava (YUCOM) u Beogradu. 

## Životopis
Biljana Kovačević-Vučo je rođena u Beogradu, gdje je diplomirala prava na Pravnom fakultetu Sveučilišta u Beogradu. Položila je pravosudni ispit 1978. godine, a zatim radila kao pravni savjetnik u Gospodarstvenom sudu u Beogradu (1978 — 1988), a zatim kao viši saradnik u kaznenom i građanskom odjelu Vrhovnog suda Srbije (1988 — 1996). Od 1996. godine radila je kao odvjetnik u Beogradu, u uredu specijalizovanom za kazneno pravo i slučajeve kršenja ljudskih prava.
Učestvovala je u osnivanju više nevladinih organizacija u Beogradu: Vijeća za ljudska prava Centra za antiratnu akciju u Beogradu, Helsinškog odbora za ljudska prava u Srbiji, Jugoslavenske akcije nevladinih organizacija i neovisnog sindikata "Nezavisnost". Bila je članica Radne grupe za budućnost bivše Republike Jugoslavije, a u Centru za tranziciju ka demokraciji bila je predsjednica Izvršnog odbora. Jedan je osnivača Komiteta pravnika za ljudska prava – YUCOM (nekadašnji Jugoslavenski komitet pravnika za ljudska prava) gdje je bila predsjednica od 1997. godine.
Kćerka je general-pukovnika JNA Veljka Kovačevića i Istranke Ines Valo.
Preminula je 20. travnja 2010. u Beogradu, od sepse. Sahranjena je 23. travnja na Novom groblju u Beogradu.

## Vanjske poveznice
- In memoriam: Biljana Kovačević-Vučo  Arhivirana inačica izvorne stranice od 14. veljače 2021. (Wayback Machine)